# Memoria OP 44
La Memoria OP 44, detta anche Memoria Roatta dal nome del generale Mario Roatta, all'epoca capo di stato maggiore del Regio Esercito e suo estensore, fu un documento emanato il 2 settembre 1943 dal Comando Supremo italiano nell'imminenza dell'armistizio di Cassibile durante la seconda guerra mondiale. Esso conteneva delle disposizioni per i comandi superiori delle forze armate italiane riguardo all'atteggiamento da tenere verso i tedeschi, che - da alleati - si sarebbero, in conseguenza dell'armistizio, trasformati in possibili nemici. La sigla OP stava per ordine pubblico.

## Storia
Poco prima dell'armistizio, la memoria fu riprodotta in dodici copie e destinata ai soli comandi, quali i comandi territoriali, i comandi d'Armata in territorio italiano e i capi di stato maggiore delle tre armi, così distribuite: due copie per lo Stato maggiore e il Comando supremo, le altre dieci per i comandi d'Armata che dipendevano dallo Stato maggiore, i comandi territoriali di Milano e Bologna, le armate di occupazione in Grecia e Albania che dipendevano dal comando supremo. Il documento di fatto non conteneva istruzioni puntuali ma solo generici richiami ad una resistenza armata né nominava esplicitamente i tedeschi o la Germania ma si limitava a generiche enunciazioni su forze «non nazionali».
Questo Promemoria fu poi seguito il 6 settembre 1943 da un Promemoria N.1 diretto alle forze presenti sul territorio nazionale e da un Promemoria N.2 diretto ai Comandi Gruppo Armate Est e dell’Egeo, al Comando Superiore Grecia
Quando effettivamente i tedeschi invasero la penisola, subito dopo l'annuncio dell'armistizio (8 settembre), l'iniziativa della reazione fu lasciata sulle spalle dei comandanti di reparto, spesso ufficiali superiori o subalterni, che si trovarono all'improvviso a fronteggiare gli ultimatum tedeschi di scioglimento dei reparti e di cessione delle armi e degli equipaggiamenti.

## Il contenuto
Di detta memoria non è rimasta alcuna copia, in quanto da diverse testimonianze "...l'ufficiale superiore che lo portava ingiunse che fosse bruciato appena letto, fatta eccezione per l'ultima pagina, firmata per ricevuta.
In seguito le direttive contenute nella Memoria OP 44 sono state ricostruite con notevole attendibilità:
- la 2ª Armata del generale Mario Robotti, di stanza in Slovenia, Dalmazia e Croazia, avrebbe dovuto interrompere le comunicazioni da Tarvisio fino al mare in collaborazione con l'8ª Armata eliminando la 71ª divisione germanica;
- la 4ª Armata del generale Mario Vercellino, in fase di rientro dalla Francia, aveva il compito di serrare i ranghi nelle valli Roja e Vermenagna e sbarrare ai tedeschi la via del Monginevro, del Moncenisio e del Frejus;
- la 5ª Armata del generale Mario Caracciolo di Feroleto aveva il compito di tenere in pugno la base navale di Taranto (di chiara importanza strategica) e, possibilmente, il Brindisino;
- l'8ª Armata del generale Italo Gariboldi avrebbe dovuto tagliare le comunicazioni tra Germania e Alto Adige, agire contro i tedeschi al di qua del Brennero, interrompere - assieme alla 2ª Armata - le comunicazioni da Tarvisio al mare Adriatico;
- i comandi superiori di stanza in Sardegna (generale Antonio Basso) e in Corsica (generale Giovanni Magli) dovevano mettere fuori gioco la 90ª divisione e la brigata corazzata tedesca Reichsfurer SS ed assumere il controllo delle due isole.